# Shaquille Moosa
Shaquille Moosa, född 10 april 2002, är en zambisk simmare.
Vid olympiska sommarspelen 2020 i Tokyo slutade Moosa på 56:e plats på 50 meter frisim och blev utslagen i försöksheatet.